# Веслі Гудт
Веслі Гудт (нід. Wesley Hoedt, нар. 6 березня 1994, Алкмар) — нідерландський футболіст, центральний захисник англійського «Вотфорда». 
Грав за збірну Нідерландів.

## Клубна кар'єра
Народився 6 березня 1994 року в місті Алкмар. Вихованець академії місцевого клубу АЗ. 12 грудня 2013 року провів свою першу гру за основну команду АЗ, вийшовши на поле у грі Ліги Європи проти клубу ПАОК. З наступного сезону став основним гравцем центру захисту алкмарської команди.
Влітку 2015 року молодий фактурний захисник залишив нідерландський клуб і на правах вільного агента уклав чотирічний контракт з італійським «Лаціо».
Проте вже 22 серпня 2017 року залишив Рим і уклав п'ятирічну угоду з англійським «Саутгемптоном». Сума трансферу оцінювалася у 15 мільйонів фунтів.
Відігравши півтора сезони в Англії, на початку 2019 року був орендований до іспанської «Сельти», а за півроку — до бельгійського «Антверпена».
5 жовтня 2020 року, також на умовах оренди із «Саутгемптона», повернувся до римського «Лаціо».

## Виступи за збірні
2004 року дебютував у складі юнацької збірної Нідерландів, взяв участь у 4 іграх на юнацькому рівні.
З 2013 року залучався до складу молодіжної збірної Нідерландів. На молодіжному рівні зіграв у 10 офіційних матчах.
2017 року взяв участь у шести іграх за національну збірну Нідерландів.
| Дата      | Місто     | Господарі  | Результат | Гості      | Турнір            | Голи | Примітки |
| --------- | --------- | ---------- | --------- | ---------- | ----------------- | ---- | -------- |
| 25-3-2017 | Софія     | Болгарія   | 2 – 0     | Нідерланди | Відбір до ЧС 2018 | -    | 46'      |
| 28-3-2017 | Амстердам | Нідерланди | 1 – 2     | Італія     | товариський матч  | -    |          |
| 31-5-2017 | Марракеш  | Марокко    | 1 – 2     | Нідерланди | товариський матч  | -    |          |
| 9-6-2017  | Роттердам | Нідерланди | 5 – 0     | Люксембург | Відбір до ЧС 2018 | -    |          |
| 31-8-2017 | Париж     | Франція    | 4 – 0     | Нідерланди | Відбір до ЧС 2018 | -    |          |
| 3-9-2017  | Амстердам | Нідерланди | 3 – 1     | Болгарія   | Відбір до ЧС 2018 | -    |          |
| Усього    |           | Матчів     | 6         |            | Голів             | 0    |          |

## Титули і досягнення
- Володар Суперкубка Італії (1):

«Лаціо»: 2017